# Fusuisaurus zhaoi
Fusuisaurus zhaoi es la única especie conocida del género extinto  Fusuisaurus  (“lagarto de Fusui”)  de dinosaurio saurópodo titanosauriforme, que vivió a mediados del período Cretácico, hace aproximadamente entre 120 a 100 millones de años en el Aptiense y Albiense, en lo que es hoy Asia. Restos postcraneales fragmentados de este animal fueron descubierto en 2001 en la Formación Napai de Guangxi, China y consisten en un ilion y pubis izquierdos, vértebras caudales anteriores, la mayoría de las dorsales y costillas además de la pate final del fémur izquierdo. Este gran saurópodo de alrededor de 25 metros de largo, fue descrito como un Titanosauriforme basal. La especie tipo F. zhaoi, fue nombrada en honor al paleontólogo chino Zhao Xijin.